# Phaeosphaeria fuckelioides
Phaeosphaeria fuckelioides är en svampart som beskrevs av Otani 1976. Phaeosphaeria fuckelioides ingår i släktet Phaeosphaeria och familjen Phaeosphaeriaceae.   Inga underarter finns listade i Catalogue of Life.